# Slaget vid Princeton
Slaget vid Princeton var ett fältslag där general George Washingtons kontinentalarmé besegrade en brittisk styrka den 3 januari 1777 i närheten av Princeton, New Jersey.
På natten den 2 januari 1777 slog George Washington tillbaka ett brittiskt anfall i slaget vid Assunpink Creek i Trenton. Under natten evakuerade han sin position, inringade general Lord Cornwallis' armé, och gick till anfall mot den brittiska garnisonen vid Princeton. Brigadgeneral Hugh Mercer från kontinentalarmén drabbade samman med två regementen under befäl av överstelöjtnant Charles Mawhood av den brittiska armén. Mercer och hans trupper övermannas och Washington skickade några milistrupper under brigadgeneral John Cadwalader för att hjälpa honom. Milisen, som fick syn Mercers truppers flykt, började också att fly från britterna. Washington red upp med förstärkningar och samlade den flyende milisen. Han ledde sedan anfallet mot Mawhoods trupper och drev dem tillbaka. Mawhood gav order om att retirera och de flesta av soldaterna försökte fly till Cornwallis i Trenton.
I Princeton uppmuntrade brigadgeneral John Sullivan några brittiska soldater, som hade tagit sin tillflykt till Nassau Hall, att kapitulera, vilket avslutade striden. Efter slaget flyttade Washington sin armé till Morristown. Med sitt tredje nederlag på 10 dagar evakuerade britterna södra New Jersey. Med segern vid Princeton ökades de amerikanska soldaternas moral och fler amerikaner började ta värvning i armén. Striden (som anses som oviktigt av britterna) var den sista stora striden under Washingtons vinterfälttåg i New Jersey.